# Hävla
Hävla is een plaats in de gemeente Finspång in het landschap Östergötland en de provincie Östergötlands län in Zweden. De plaats heeft 138 inwoners (2005) en een oppervlakte van 37 hectare.